# Altamount Road
Billionaires' Row ou India's Billionaires' Row (em português: Ala dos bilionários da Índia) localizada no município de Mumbai, é umaregião nobre que corresponde a extensão da Altamount Road no bairro de Cumbala Hill. Apresenta arranha-céus residenciais de ultra-luxo, dentre eles, uma das propriedades residenciais mais caras do mundo, a Antilia.

## História e características
O termo vem da área de Billionaires' Row de Nova Iorque, devido às características similares entre elas, como:
- Localização prestigiada: Ambas estão situadas em áreas altamente desejadas e prestigiadas de suas respectivas cidades. Em Nova Iorque, a Billionaires' Row está localizada ao longo da 57th Street, perto do Central Park, enquanto em Mumbai, a Altamount Road é conhecida por ser uma das ruas mais caras e exclusivas.

- Imóveis de luxo: As duas áreas são conhecidas por abrigarem imóveis de altíssimo luxo. A Billionaires' Row de Nova Iorque é famosa por seus arranha-céus ultra-luxuosos que oferecem vistas espetaculares e comodidades exclusivas. Em Mumbai, a Altamount Road também é conhecida por suas residências luxuosas, incluindo a famosa Antilia, avaliada em 2023 em cerca de US$ 4,6 bilhões.[2]
- Concentração de riqueza: Ambas as áreas são símbolos da concentração de riqueza, atraindo bilionários e indivíduos de altíssimo patrimônio líquido. Elas representam o auge do mercado imobiliário de luxo em suas cidades, com propriedades que frequentemente atingem preços astronômicos.

A área é notável por abrigar alguns dos preços imobiliários mais altos do país. A localidade consiste em bangalôs glamorosos de famílias de empresários ricos, prédios de apartamentos Art Déco baixos e arranha-céus modernos, ao lado de alguns dos arranha-céus mais notáveis da cidade, sendo listada como a 10ª rua mais cara do mundo em 2008. Os edifícios mais proeminentes da via são Antilia , One Altamount, Prithvi Apartments, Mafatlal Bungalow, Bombarci, Pemino e Lodha Altamount, que apresenta apartamento de luxo mais caro do país, vendido em 2015.
A estrada foi oficialmente renomeada como "SK Barodawalla Marg" na década de 1990, mas os moradores, os taxistas da cidade e outros continuam a se referir a ela pelo seu antigo nome. Na via arborizada e em suas adjacências situam-se edifícios históricos, sede de diversas delegações internacionais, como: a residência do consulado da Indonésia, a residência do consulado da África do Sul, a residência do consulado da Bélgica (anteriormente dos Estados Unidos), China, a residência do consulado do Japão, residência oficial do Gerente Geral das Ferrovias Ocidentais, a residência do Comissário Municipal de Mumbai e a residência oficial do Presidente do Bombay Port Trust. O palacete residencial do Bombay Port Trust foi originalmente feito por George Wittet, que também projetou o Gateway of India e o The Grand Hotel em Ballard Estate. Porém o grande número de bilionários e industriais que possuem residência primária na região é o fato que mais chama a atenção, concentrando glamorosas mansões e apartamentos de luxo de famílias tradicionais e empresários de sucesso. 